# Csehtelke
Csehtelke (románul: Vișinelu, németül: Böhmhausen) falu Maros megyében, Erdélyben. Közigazgatásilag Nagysármás városhoz tartozik. Csehország területéről származó telepesek alapították, innen ered a neve.

## Fekvése
A Frátai-patak völgyében fekszik, 365 m-es tengerszint feletti magasságban, Nagysármástól 8 km-re keletre.

## Története
Csehtelke nevét 1340-ben említették először Chehteleke néven.
1498-ban több család is birtokos volt itt, így a: Rődi, Cseh, Szomordoki, Szentkirályi, Batizházi, Forrai, Mocsi, M.Miskei, Szfi.Gyerőfi, Szentmiklósi, Palásti, Némai, N. Kakas, Barlabási, Mányiki családok is.
A 20. század elején Kolozs vármegye Nagysármási járásához tartozott.
1910-ben 682 lakosából 35 magyar, 606 román 38 cigány volt, melyből 635 görögkatolikus, 17 református, 18 izraelita volt.